# Te Atairangikaahu

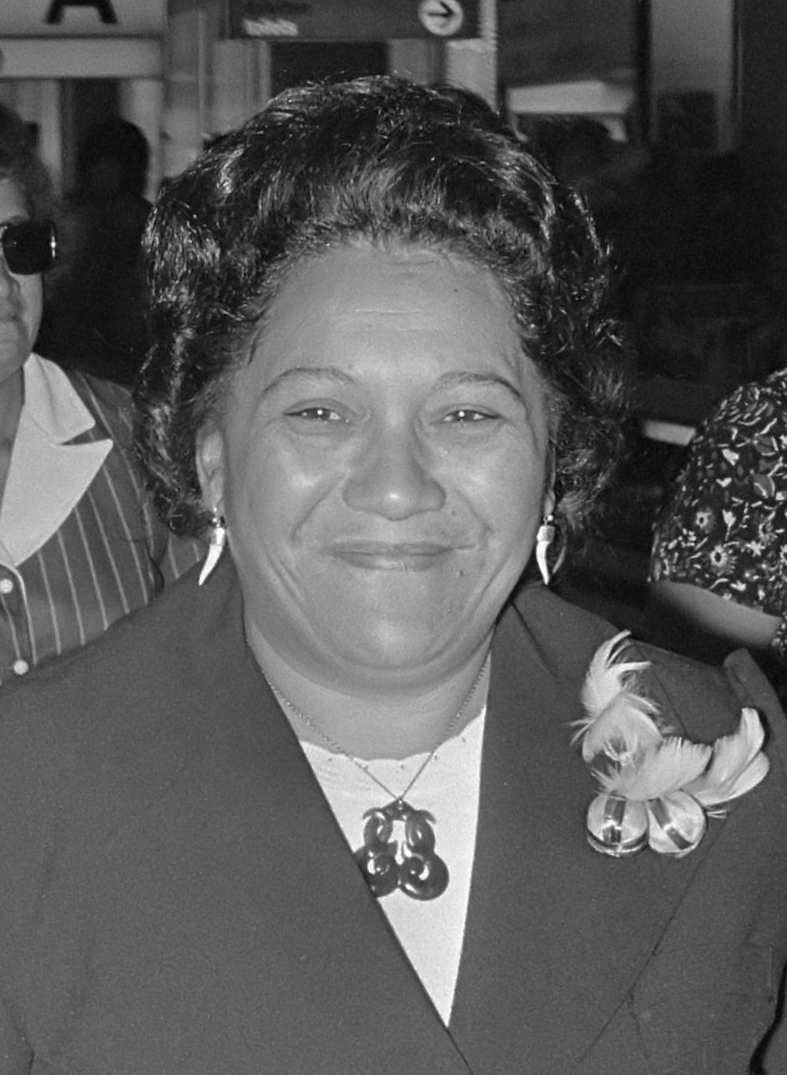
Te Atairangikaahu năm 1975

Dame Te Atairangikaahu ONZ, DBE (23 tháng 7 năm 1931 – 15 tháng 8 năm 2006), là nữ hoàng Maori trong vòng 40 năm, là người trị vì lâu nhất trong các quốc vương Maori. Tên và danh hiệu đầy đủ của bà là Te Arikinui Dame Te Atairangikaahu. Danh hiệu Te Arikinui (có nghĩa là Lãnh tụ vĩ đại) và tên Te Atairangikaahu (cũng là tên mẹ bà) được thêm vào tên bà khi bà trở thành quốc vương; trước đó bà được biết đến như Công chúa Piki Mahuta và Công chúa Piki Paki sau khi bà kết hôn.

## Cuộc sống
Bà là con một của Koroki Mahuta và Te Atairangikaahu Herangi; bố cô còn có một cô con gái khác lớn tuổi hơn – Tuura – với mối quan hệ trước. Dame Te Atairangikaahu nhận một cặp sinh đôi làm con nuôi, bao gồm Sir Robert Mahuta, con gái ông Nanaia Mahuta là thành viên chính phủ.